# John Wassow
John Wassow (Milwaukee, 16 febbraio 1879 – Los Angeles, 19 maggio 1920) è stato un ginnasta e multiplista statunitense.

## Carriera
Wassow partecipò ai Giochi olimpici di Saint Louis 1904 nelle gare di triathlon e ginnastica. Giunse undicesimo nel concorso a squadre, centododicesimo nel concorso generale individuale, quarantanovesimo nel triathlon e centodiciottesimo nel concorso a tre eventi.